# Cerynea ochreana
Cerynea ochreana là một loài bướm đêm trong họ Erebidae.